# La malvada guineu ferotge
La malvada guineu ferotge (títol original en francès, Le Grand Méchant Renard et autres contes…) és una pel·lícula d'antologia animada francobelga del 2017 dirigida per Benjamin Renner i Patrick Imbert, adaptada dels còmics del mateix Renner Le grand mechant renard i Un bébé à livrer. Originalment concebuts com a especials de televisió de mitja hora, el projecte es va reestructurar com un llargmetratge cinematogràfic, amb els segments enllaçats per un marc narratiu. S'ha doblat i subtitulat al català.
La pel·lícula es va exhibir al Festival Internacional de Cinema d'Animació d'Annecy el 15 de juny de 2017 i posteriorment es va estrenar als cinemes francesos el 21 de juny.